# 矛叶荩草
矛叶荩草（学名：Arthraxon prionodes）是一种禾本科荩草属植物。这种植物在中国分布于华东、华北、华中、西南和陕西等地区；此外分布于东南亚、印度至非洲。